# Längs floden under Qingmingfestivalen

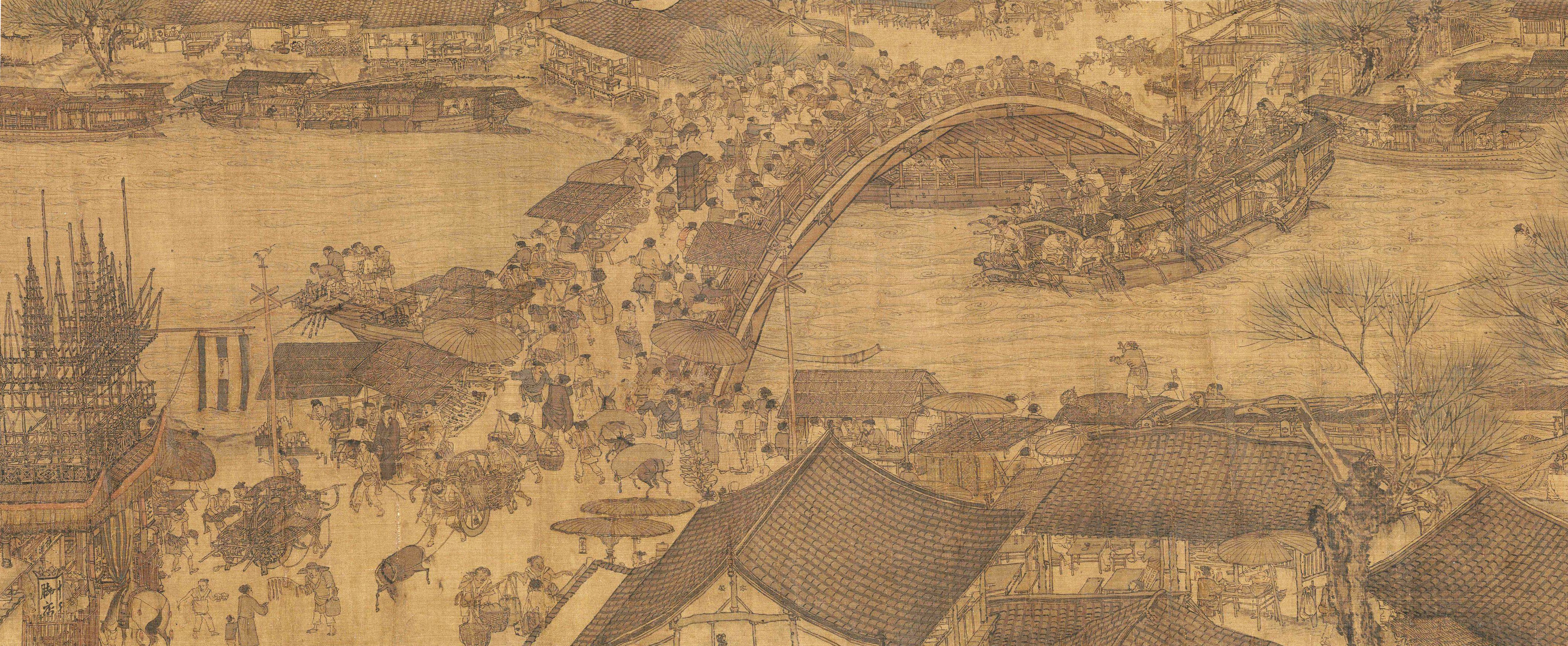
Regnbågsbron

Längs floden under Qingmingfestivalen (清明上河图, Qīngmíng Shǎnghé Tú) är en över fem meter bred makimono av Zhang Zeduan (1085-1145) som i detalj visar folkmyllret i den kinesiska Songdynastins norra huvudstad Kaifeng under Qingmingfestivalen. Målningen är en av Kinas mest kända konstverk och har kopierats av en mängd målare. Målningen har även inspirerat många tonsättare att återskapa stämningen i målningen genom musik. Målningen är extremt detaljerad, och har genom sin detaljrikedom bidragit mycket till forskningen med hur stadslivet och arkitekturen såg ut i 1100-talets Kaifeng. Målningen visar bland mycket annat broar, stadsmurar, tempel, båtar handelsbodar och restauranger. Även folk från olika samhällsklasser och yrken är avbildade såsom rika, fattiga, stadsbor, bönder, skolbarn, besökare, artister, tiggare, försäljare och munkar.

## Originalutförandet

Hela målningen Längs floden under Qingmingfestivalen.

Målningen uppfördes under Songdynastin (960-1279) av Zhang Zeduan (1085-1145) och finns bevarat i Förbjudna staden i Peking. Den 5.28 m breda målningen på siden i bleka färger kan beskrivas i tre delar. Den högra delen visar landsbygden i staden. Här avbildas bönder och boskap i ett idylliskt landskap som till slut ansluter till stadens centrum och till floden. Den mittersta sektionen visar livet kring floden Bianhe där handeln är livlig. Här avbildas försäljning av vin, spannmål, köksredskap, vapen och mycket annat. Även flera restauranger är avbildade. Här finns även bron över floden som är konstverkets mest framträdande och omtalade objekt. Bron kallas Regnbågsbron (虹橋) eller Shangtubron (上土橋) och byggdes i Kaifeng på 1040-talet. Den vänstra delen av målningen visare den mest tätbebyggda delen av staden vid stadsporten. Här avbildas skattekontoret, tempel, hotell, bostäder och olika former av officiella byggnader i olika stilar. Totalt innehåller konstverket över 500 figurer.

## Qingmanuskriptet
Det finns många olika versioner av Längs floden under Qingmingfestivalen, och den mest kända vid sidan om originalet är Qingmanuskriptet (清院本) från 1736 som visas på National Palace Museum i Taipei i Taiwan (som totalt har sju versioner av Längs floden under Qingmingfestivalen). Ringmanuskriptet målades under Qingdynastin (1644-1912) av fem olika konstnärer.

## Makimonoformatet
Även om det är vanligt att makimono presenteras utrullade på t.ex. museum så är formatet ursprungligen tänkt att betraktas handhållet med bara en del av konstverket synligt åt gången. Betraktaren rullar sedan, med början från höger, upp konstverket och handlingen utspelas.